# Litzenska keramika
Litzenska keramika [li'censka ~] (prema njem. Litze: vrpca < lat. licium) predstavlja keramičke posude urešene otiskivanjem sukane uzice, štapića omotanog niti, ili pak nazubljena kotačića, u još nepečenu glinu. Raširila se tijekom srednjeg brončanog doba u istočnoj Austriji i mađarskoj Transdanubiji, gdje se smatra samostalnom kulturnom pojavom, potom u Slovačkoj, Sloveniji, Hrvatskoj (od Hrvatskoga zagorja do Slavonije), u srednjoj i istočnoj Bosni, Hercegovini, na istočnoj jadranskoj obali i u njezinu zaleđu. Ističu se vrčevi kuglasta trbuha i ljevkasta vrata urešenog otiscima uzice te s trakastom ručkom, katkad urešenom na isti način. U otisnutom uzorku naziru se tragovi bijele inkrustacije. U Hrvatskoj se najčešće pojavljuje zajedno s panonskom inkrustiranom keramikom ili vatinskom keramikom. Uz inkrustiranu keramiku javlja se u sjevernoj Hrvatskoj i litzenska keramika (Litzen-keramik) u Podgoraču, Grabrovcu, nizu nalazišta oko Koprivnice.

## Poveznice
- Srednje brončano doba u kontinentalnoj Hrvatskoj
- Licenska keramika savsko – dravskog međurječja